# Луїза Штольберг-Гедернська (1764—1828)
Луїза Штольберг-Гедернська (нім. Luise zu Stolberg-Gedern; 13 жовтня 1764 — 24 травня 1828 або 1834) — принцеса Штольберг-Гедернська з роду Штольбергів, донька спадкоємного принца Штольберг-Гедерна Крістіана Карла та графині Елеонори Ройсс-Лобенштайнської, дружина герцога Саксен-Майнінгенського Карла, згодом — герцога Вюртемберзького Євгена Фрідріха.

## Біографія
Луїза народилась 13 жовтня 1764 року у Гедерні. Вона була другою дитиною та єдиною донькою спадкоємного принца Штольберг-Гедернського Крістіана Карла та його дружини Елеонори Ройсс цу Лобенштайн. Дівчинка мала старшого брата Карла Генріха.
Її батько був імперським генерал-фельдцейхмейстером, брав активну участь у Семирічній війні. Після закінчення бойових дій, спокійно пішов з життя у Гедерні за три місяці до народження доньки.
Країною в цей час правив дід Луїзи, Фрідріх Карл. 1767 він помер, і правлячим князем став Карл Генріх. Регентство до 1782 року здійснювала їхня матір, Елеонора Ройсс цу Лобенштайн.
У віці 15 років принцесу пошлюбив 25-річний герцог Саксен-Мейнінгенський Карл. Весілля пройшло у Ґедерні 5 червня 1780. Шлюб тривав два роки до самої смерті Карла. Дітей у них не було.

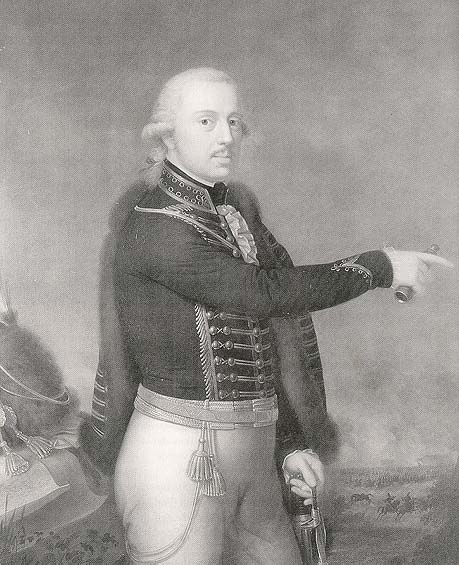
Євген Фрідріх Вюртемберзький

1787 року Луїза вийшла заміж вдруге за герцога Євгена Фрідріха Вюртемберзького. Вінчання відбулося в Мейнінгені 21 січня. Нареченій виповнилося 22 роки, нареченому — 28. У подружжя народилося п'ятеро дітей. 
1793 року Євген Фрідріх успадкував від дядька замок Карсруе в Силезії, і родина оселилася там. Луїзу характеризували як всебічно освічену жінку. Вона стала засновницею багатої палацової бібліотеки, до якої збирала літературні та наукові праці, малюнки, картини та гравюри. Євген Фрідріх також цікавився мистецтвом.
Пара славилася своєю релігійною терпимістю. Під час їхнього перебування в Карлсруе, в місцині пожвавилося життя єврейських та католицьких общин.
Герцог пішов з життя 20 червня 1822. Луїза пережила чоловіка на кілька років. Похована на цвинтарі Карлсруе.

## Родина
Чоловік — Карл, герцог Саксен-Майнінгенський
Діти:
- Євгеній (1788—1857) — герцог Вюртемберзький, російський генерал від інфантерії, був двічі одружений, мав семеро дітей;
- Луїза (1789—1851) — дружина князя Августа Гогенлое-Йорінгенського, мала четверо дітей;
- Георг (1790—1795) — помер у віці 5 років;
- Генріх (1792—1797) — помер у віці 4 років;
- Пауль (1797—1860) — герцог Вюртемберзький, мандрівник та дослідник, був одружений з Марією Софією Турн-унд-Таксіс, мав єдиного сина.